# Nicolás Palma
Nicolas Palma (fl. XX secolo) è stato un calciatore argentino, di ruolo difensore.

## Carriera
Difensore che ha passato gran parte della carriera con l'Estudiantes ma che ha vinto tre titoli con il Racing Avellaneda. Nel mezzo un anno in Messico.

## Palmarès

### Club
- Campionato argentino: 3

Racing Avellaneda: 1949
Racing Avellaneda: 1950
Racing Avellaneda: 1951

### Nazionale
- Coppa America: 1

1945